# Куп СФР Југославије у рагбију 1983.
Куп СФР Југославије у рагбију 1983. је било 24. издање Купа комунистичке Југославије у рагбију. Играло се по правилима рагбија 15. 
Трофеј је освојио Челик.
Финале
| Рагби клуб Челик | 38 – 0 | Енергоинвест Макарска |
| ---------------- | ------ | --------------------- |
|                  |        |                       |

| Освајач купа Југославије у рагбију 1983. |
| ---------------------------------------- |
| Рагби клуб Челик 1. трофеј               |